# 1820

## أحداث
- تأسيس مدينة كيزيلوردا وتقع حاليا في كازاخستان.
- تأسيس مدينة بورت إليزابيث وتقع حاليا في جنوب أفريقيا.
- بداية الحروب بين تكساس والهنود في 1820 والتي انتهت في 1875.
- بداية الحرب السوداء في 1820 والتي انتهت في 1832.
- 15 نوفمبر - أهل فاس البالي يبايعون مولاي إبراهيم بن اليزيد خارجين بذلك عن طاعة السلطان سليمان بن محمد.
- انطلاق الدولة السعودية الثانية من ضرما
- تأسست السلطنة القعيطية

## مواليد
- ألكسندر ماكينزي (مستكشف)
- إبراهيم فصيح الحيدري
- جارلز هنري هاردن
- جون ويليس ايليس
- خير الدين التونسي
- رينهارت دوزي
- عبد الله أبو مسعود
- عبد الله بن أحمد آل خليفة
- فريدريك أنجلز
- محمد ثابت باشا الجركسي
- مولتاتولي
- هيربرت سبينسر

## وفيات
- أنديرس إريكسون سبارمان
- جورج الثالث ملك بريطانيا
- دانييل بون